# Dankaur
Dankaur is een nagar panchayat (plaats) in het district Gautam Buddha Nagar van de Indiase staat Uttar Pradesh. 

## Demografie
Volgens de Indiase volkstelling van 2001 wonen er 11.982 mensen in Dankaur, waarvan 54% mannelijk en 46% vrouwelijk is. De plaats heeft een alfabetiseringsgraad van 57%. 